# Enana de Cetus
La galaxia enana de Cetus es una galaxia enana esferoidal que se encuentra aproximadamente a 2,46 millones de años luz de la Tierra, aislada del Grupo Local, que también contiene la Vía Láctea. Todas sus estrellas más fácilmente observables son gigantes rojas.

## Historia
La galaxia fue descubierta en 1999 por Alan B. Whiting, George Hau y Mike Irwin, y resultó ser miembro del Grupo Local.

## Características
Hasta el año 2000, no se ha encontrado ningún gas de hidrógeno neutro relacionado con la galaxia.